# Guy Forget
Guy Forget (* 4. Januar 1965 in Casablanca, Marokko) ist ein ehemaliger französischer Tennisspieler.

## Karriere
Forget wurde 1982 Tennisprofi und hatte seinen ersten Karrierehöhepunkt 1986, als er das Turnier in Toulouse gewann. Im selben Jahr gewann er mit der französischen Mannschaft den World Team Cup. 1986 gewann er zudem sechs Doppeltitel, was ihm Platz 3 der Doppelweltrangliste einbrachte.
1987 erreichte der Serve- und Volleyspieler zusammen mit seinem Landsmann Yannick Noah das Finale im Doppel der French Open.
Sein erfolgreichstes Jahr als Profi hatte er 1991, als er sechs Einzeltitel gewann, unter anderem bei den Paris Indoors und dem Masters-Turnier in Cincinnati.
Im März 1991 wurde er auf Platz 4 der Einzelweltrangliste notiert.
1991 gewann er mit der französischen Mannschaft den Davis Cup. Zusammen mit Henri Leconte besiegten sie die USA mit Pete Sampras mit 3:1. Im selben Jahr wurden beide Spieler von der Sportzeitung L’Équipe zu Frankreichs Sportlern des Jahres („Champion des champions“) gewählt.
1996 konnte der Linkshänder mit Jakob Hlasek erneut das Doppelfinale der French Open erreichen.
Außerdem gewann er das Turnier in Marseille.
Mit der französischen Mannschaft siegte er ein zweites Mal im Davis Cup, diesmal gegen Schweden.
Im Jahr 1997 trat Guy Forget vom Profitennis zurück. Er gewann in seiner Laufbahn 11 Einzel- und 28 Doppelturniere.

## Erfolge
| Legende                           |
| Grand Slam                        |
| Tennis Masters Cup (1)            |
| ATP Masters Series (5)            |
| ATP International Series Gold (4) |
| ATP International Series (29)     |

### Einzel

#### Turniersiege
| Nr. | Datum              | Turnier    | Belag         | Finalgegner         | Ergebnis                |
| --- | ------------------ | ---------- | ------------- | ------------------- | ----------------------- |
| 1.  | 12. Oktober 1986   | Toulouse   | Teppich (i)   | Jan Gunnarsson      | 4:6, 6:3, 6:2           |
| 2.  | 5. März 1989       | Nancy      | Teppich (i)   | Michiel Schapers    | 6:3, 7:6                |
| 3.  | 16. September 1990 | Bordeaux   | Sand          | Goran Ivanišević    | 6:4, 6:3                |
| 4.  | 13. Januar 1991    | Sydney     | Hartplatz     | Michael Stich       | 6:3, 6:4                |
| 5.  | 17. Februar 1991   | Brüssel    | Teppich (i)   | Andrei Tscherkassow | 6:3, 7:5, 3:6, 7:6      |
| 6.  | 11. August 1991    | Cincinnati | Hartplatz     | Pete Sampras        | 2:6, 7:6, 6:4           |
| 7.  | 15. September 1991 | Bordeaux   | Hartplatz     | Olivier Delaître    | 6:1, 6:3                |
| 8.  | 6. Oktober 1991    | Toulouse   | Teppich (i)   | Amos Mansdorf       | 6:2, 7:6                |
| 9.  | 3. November 1991   | Paris      | Teppich (i)   | Pete Sampras        | 7:6, 4:6, 5:7, 6:4, 6:4 |
| 10. | 11. Oktober 1992   | Toulouse   | Teppich (i)   | Petr Korda          | 6:3, 6:2                |
| 11. | 18. Februar 1996   | Marseille  | Hartplatz (i) | Cédric Pioline      | 7:5, 6:4                |

#### Finalteilnahmen
| Nr. | Datum             | Turnier      | Belag       | Finalgegner            | Ergebnis                 |
| --- | ----------------- | ------------ | ----------- | ---------------------- | ------------------------ |
| 1.  | 12. November 1989 | Wembley      | Teppich (i) | Michael Chang          | 2:6, 1:6, 1:6            |
| 2.  | 22. April 1990    | Nizza        | Sand        | Juan Aguilera          | 6:2, 3:6, 4:6            |
| 3.  | 10. März 1991     | Indian Wells | Hartplatz   | Jim Courier            | 6:4, 3:6, 6:4, 3:6, 6:74 |
| 4.  | 12. Januar 1992   | Sydney       | Hartplatz   | Emilio Sánchez Vicario | 3:6, 4:6                 |
| 5.  | 1. November 1992  | Stockholm    | Teppich (i) | Goran Ivanišević       | 6:72, 4:6, 6:75, 2:6     |
| 6.  | 8. November 1992  | Paris        | Teppich (i) | Boris Becker           | 6:73, 3:6, 6:3, 3:6      |
| 7.  | 10. Juli 1994     | Gstaad       | Sand        | Sergi Bruguera         | 6:3, 5:7, 2:6, 1:6       |
| 8.  | 18. Juni 1995     | Queen’s Club | Rasen       | Pete Sampras           | 6:73, 6:76               |

### Doppel

#### Turniersiege
| Nr. | Datum              | Turnier               | Belag         | Partner          | Finalgegner                         | Ergebnis           |
| --- | ------------------ | --------------------- | ------------- | ---------------- | ----------------------------------- | ------------------ |
| 1.  | 10. November 1985  | Stockholm             | Teppich (i)   | Andrés Gómez     | Mike DePalmer Gary Donnelly         | 6:3, 6:4           |
| 2.  | 17. November 1985  | Wembley               | Teppich (i)   | Anders Järryd    | Boris Becker Slobodan Živojinović   | 7:5, 4:6, 7:5      |
| 3.  | 2. März 1986       | La Quinta             | Hartplatz     | Peter Fleming    | Yannick Noah Sherwood Stewart       | 6:4, 6:3           |
| 4.  | 16. März 1986      | Metz                  | Teppich (i)   | Wojciech Fibak   | Francisco González Michiel Schapers | 2:6, 6:2, 6:4      |
| 5.  | 27. April 1986     | Monte Carlo           | Sand          | Yannick Noah     | Joakim Nyström Mats Wilander        | 6:4, 3:6, 6:4      |
| 6.  | 18. Mai 1986       | Rome                  | Sand          | Yannick Noah     | Mark Edmondson Sherwood Stewart     | 7:6, 6:2           |
| 7.  | 15. Juni 1986      | Queen’s Club          | Rasen         | Kevin Curren     | Darren Cahill Mark Kratzmann        | 6:2, 7:6           |
| 8.  | 19. Oktober 1986   | Basel                 | Hartplatz (i) | Yannick Noah     | Jan Gunnarsson Tomáš Šmíd           | 7:6, 6:4           |
| 9.  | 8. Februar 1987    | Lyon                  | Teppich (i)   | Yannick Noah     | Kelly Jones David Pate              | 4:6, 6:3, 6:4      |
| 10. | 22. Februar 1987   | Indian Wells          | Hartplatz     | Yannick Noah     | Boris Becker Eric Jelen             | 6:4, 7:6           |
| 11. | 10. Mai 1987       | Forest Hills          | Sand          | Yannick Noah     | Gary Donnelly Peter Fleming         | 4:6, 6:4, 6:1      |
| 12. | 17. Mai 1987       | Rome                  | Sand          | Yannick Noah     | Miloslav Mečíř Tomáš Šmíd           | 6:2, 6:7, 6:3      |
| 13. | 14. Juni 1987      | Queen’s Club          | Rasen         | Yannick Noah     | Rick Leach Tim Pawsat               | 6:4, 6:4           |
| 14. | 6. März 1988       | Indian Wells          | Hartplatz     | Boris Becker     | Jorge Lozano Todd Witsken           | 6:4, 6:4           |
| 15. | 13. März 1988      | Orlando               | Hartplatz     | Yannick Noah     | Sherwood Stewart Kim Warwick        | 6:4, 6:4           |
| 16. | 17. April 1988     | Nizza                 | Sand          | Henri Leconte    | Heinz Günthardt Diego Nargiso       | 4:6, 6:3, 6:4      |
| 17. | 25. Februar 1990   | Stuttgart Indoor      | Teppich (i)   | Jakob Hlasek     | Michael Mortensen Tom Nijssen       | 6:3, 6:2           |
| 18. | 11. März 1990      | Indian Wells          | Hartplatz     | Boris Becker     | Jim Grabb Patrick McEnroe           | 4:6, 6:4, 6:3      |
| 19. | 26. August 1990    | Long Island           | Hartplatz     | Jakob Hlasek     | Udo Riglewski Michael Stich         | 2:6, 6:3, 6:4      |
| 20. | 14. Oktober 1990   | Tokio                 | Teppich       | Jakob Hlasek     | Scott Davis David Pate              | 7:6, 7:5           |
| 21. | 28. Oktober 1990   | Stockholm             | Teppich (i)   | Jakob Hlasek     | John Fitzgerald Anders Järryd       | 6:4, 6:2           |
| 22. | 18. November 1990  | ATP-Weltmeisterschaft | Hartplatz     | Jakob Hlasek     | Emilio Sánchez Sergio Casal         | 6:4, 7:6, 5:7, 6:4 |
| 23. | 15. September 1991 | Bordeaux              | Hartplatz     | Arnaud Boetsch   | Patrik Kühnen Alexander Mronz       | 6:2, 6:2           |
| 24. | 7. März 1993       | Indian Wells          | Hartplatz     | Henri Leconte    | Luke Jensen Scott Melville          | 6:4, 7:5           |
| 25. | 19. Juni 1994      | Halle                 | Rasen         | Olivier Delaître | Henri Leconte Gary Muller           | 6:4, 6:7, 6:4      |
| 26. | 28. August 1994    | Long Island           | Hartplatz     | Olivier Delaître | Andrew Florent Mark Petchey         | 6:4, 7:6           |
| 27. | 18. September 1994 | Bordeaux              | Hartplatz     | Olivier Delaître | Diego Nargiso Guillaume Raoux       | 6:2, 2:6, 7:5      |
| 28. | 19. Februar 1995   | Mailand               | Teppich (i)   | Boris Becker     | Petr Korda Karel Nováček            | 6:2, 6:4           |

#### Finalteilnahmen
| Nr. | Datum              | Turnier         | Belag         | Partner         | Finalgegner                      | Ergebnis                |
| --- | ------------------ | --------------- | ------------- | --------------- | -------------------------------- | ----------------------- |
| 1.  | 23. September 1984 | Bordeaux (1)    | Sand          | Loïc Courteau   | Pavel Složil Blaine Willenborg   | 1:6, 4:6                |
| 2.  | 14. April 1985     | Nizza           | Sand          | Loïc Courteau   | Claudio Panatta Pavel Složil     | 6:3, 3:6, 6:8           |
| 3.  | 9. Februar 1986    | Memphis         | Teppich (i)   | Anders Järryd   | Ken Flach Robert Seguso          | 4:6, 6:4, 6:7           |
| 4.  | 30. November 1986  | Itaparica       | Hartplatz     | Loïc Courteau   | Chip Hooper Mike Leach           | 5:7, 3:6                |
| 5.  | 7. Dezember 1986   | Masters         | Teppich (i)   | Yannick Noah    | Stefan Edberg Anders Järryd      | 3:6, 6:7, 3:6           |
| 6.  | 7. Juni 1987       | French Open (1) | Sand          | Yannick Noah    | Anders Järryd Robert Seguso      | 7:6, 7:6, 3:6, 4:6, 2:6 |
| 7.  | 12. Juli 1987      | Gstaad (1)      | Sand          | Loïc Courteau   | Jan Gunnarsson Tomáš Šmíd        | 6:7, 2:6                |
| 8.  | 16. Oktober 1988   | Toulouse (1)    | Hartplatz (i) | Mansour Bahrami | Tom Nijssen Ricki Osterthun      | 3:6, 4:6                |
| 9.  | 10. März 1991      | Indian Wells    | Hartplatz     | Henri Leconte   | Jim Courier Javier Sánchez       | 6:7, 6:3, 3:6           |
| 10. | 14. Juli 1991      | Gstaad (2)      | Sand          | Jakob Hlasek    | Gary Muller Danie Visser         | 6:7, 4:6                |
| 11. | 16. Februar 1992   | Brüssel         | Teppich (i)   | Jakob Hlasek    | Boris Becker John McEnroe        | 3:6, 2:6                |
| 12. | 20. September 1992 | Bordeaux (2)    | Sand          | Arnaud Boetsch  | Sergio Casal Emilio Sánchez      | 1:6, 4:6                |
| 13. | 11. Oktober 1992   | Toulouse (2)    | Hartplatz (i) | Henri Leconte   | Brad Pearce Byron Talbot         | 1:6, 6:3, 3:6           |
| 14. | 15. Oktober 1995   | Ostrava         | Hartplatz (i) | Patrick Rafter  | Jonas Björkman Javier Frana      | 7:6, 4:6, 6:7           |
| 15. | 3. März 1996       | Mailand         | Teppich (i)   | Jakob Hlasek    | Andrea Gaudenzi Goran Ivanišević | 4:6, 5:7                |
| 16. | 12. Mai 1996       | Hamburg         | Sand          | Jakob Hlasek    | Mark Knowles Daniel Nestor       | 2:6, 4:6                |
| 17. | 9. Juni 1996       | French Open (2) | Sand          | Jakob Hlasek    | Jewgeni Kafelnikow Daniel Vacek  | 2:6, 3:6                |

## Trainer und Funktionär
Forget war von 1998 bis 2012 Kapitän der französischen Davis-Cup-Mannschaft, mit der er 2001 auch den Titel gewann. Seit 2012 ist Forget Turnierdirektor beim Paris Masters, einem ATP-Turnier in Paris-Bercy.

## Auszeichnungen
- 1991 und 1996: Weltmannschaft des Jahres mit der französischen Davis-Cup-Mannschaft bei der Wahl der Gazzetta dello Sport (1991 mit Henri Leconte, 1996 gemeinsam mit Arnaud Boetsch, Cédric Pioline und Guillaume Raoux)
- Am 22. November 2014, im Rahmen des Davis-Cup-Endspiels zwischen Frankreich und der Schweiz in Lille, wurde Guy Forget (zusammen mit seinem früheren Doppelpartner Henri Leconte) mit dem Davis Cup Award of Excellence ausgezeichnet.[2]